# Stadsgracht ('s-Hertogenbosch)
De Stadsgracht is een beek in 's-Hertogenbosch en is een onderdeel van de Binnendieze. De Stadsgracht ligt ten zuiden van de Binnenstad en stroomt bij Het Bossche Broek tegen de vestingmuur van de Zuidwal.
De Stadsgracht mondt uit in het Voldersgat, alwaar het de Verwersstroom en De Groote Stroom voedt. Ook het water in de Zuiderplas is afkomstig van de Stadsgracht. De Stadsgracht zelf wordt gevoed door de Dommel en is er een zijtak van.
Tijdens de Koninginnedag 2007 maakte koningin Beatrix en haar gevolg een rondtocht langs de Zuidwal en Het Bossche Broek over de Stadswal. Hiermee werd tegelijkertijd ook een link gelegd met het Beleg van 's-Hertogenbosch in 1629. Frederik Hendrik sloeg bij Bastion Vught een bres in de vestingwerken van 's-Hertogenbosch.